# 武昌县 (东吴)
武昌县，中国古旧县名。
三国东吴改鄂县为武昌县，为武昌郡治所。唐朝时，属鄂州、江夏郡。元朝时，属鄂州路、武昌路。明清属武昌府。1912年，改江夏县置武昌县。武昌县则改为寿昌县，因浙江省亦有寿昌县，不久改为鄂城县。